# یخ‌خیزکان
یخ‌خیزکان (نام علمی: Grylloblattodea) نام یک خانواده از حشرات در فروراسته یخ‌خیزک‌واران (Grylloblattodea) از فرورده نوبالان است.